# Wolfgang Kröber
Wolfgang Kröber (* 30. Oktober 1937 in Winningen an der Mosel; † 1981) war ein deutscher Elektroingenieur, Motorradfahrer und Elektroniker. Er entwickelte Mitte der 60er Jahre einen elektronischen Drehzahlmesser für Motorräder und war ein Wegbereiter der Fahrzeugelektronik.

## Wirken
Wolfgang Kröber besuchte von 1943 bis 1951 die Schule in Winningen. Von 1954 bis 1957 absolvierte er ein Studium der Elektrotechnik in Koblenz mit Abschluss als Elektroingenieur. Durch sein Hobby, das Motorradfahren im Gelände, wurde Kröber immer wieder mit den Schwachstellen der mechanischen Messgeräte konfrontiert. Insbesondere der Winkelantrieb für die Drehzahlmesserwelle brach häufig ab und führte zu ungeplanten Reparaturen am Tachometer.
Mit dem Ziel ein elektrisches Signal aus der Motordrehzahl auch elektrisch zu übertragen, auszuwerten und anzuzeigen, und hierzu auf eine mechanische „Tachowelle“, die die Motordrehzahl von der Kurbelwelle oder der Nockenwelle mechanisch überträgt, verzichten zu können, entwickelte Kröber einen elektronische Drehzahlmesser. Während bisherige Tachowellen und Drehzahlmesserwellen eine Schmierung benötigten, verschleißen konnten und irgendwann mit einem Defekt ausfielen, hatte die elektronische Lösung diese Probleme nicht.
Kröbers nachrüstbare elektronische Drehzahlmesser waren für viele engagierte Motorradfahrer in den Jahren zwischen 1962 und 1980 in der Folge ein wichtiges Zubehör am Motorrad. Sie werden noch heute nach dem gleichen Schema gefertigt. 1964 machte sich Kröber mit der Fertigung elektronischer Drehzahlmesser selbständig. Er baute ab 1968 auch elektronische Zündungen für Motorräder, die genauer und bis zu 30 Prozent leistungsfähiger waren als die originalen, mechanisch über einen Zündkontakt gesteuerten Zündanlagen vieler Serienhersteller.
1981 verstarb Wolfgang Kröber. Sein Betrieb wurde von einem Bekannten und Freund, Herbert Pitsch, weitergeführt. 2016 ging die Firma an hertogs willy belgie HPI über.
Seit ca. 1985 werden praktisch kaum noch Fahrzeuge gebaut, die mechanisch angetriebene Anzeigeinstrumente besitzen. Die heutigen Kraftfahrzeuge nutzen sämtlich elektronisch erzeugte Signale an Motor, Getriebe, Rädern, Tanks usw., um Informationen dem Fahrer zur Anzeige zu bringen. Tachometer, Drehzahlmesser, auch die Temperatur-, Zeit- und Tankanzeigen und anderes werden heutzutage vollkommen selbstverständlich elektronisch aufbereitet. Moderne Fahrzeuge wären ohne elektronische Sensorik und Signalübertragung undenkbar. Wolfgang Kröber war somit ein Wegbereiter der Fahrzeugelektronik.